# Gurubira spectabilis
Gurubira spectabilis är en skalbaggsart som först beskrevs av Martins och Dilma Solange Napp 1989.  Gurubira spectabilis ingår i släktet Gurubira och familjen långhorningar. Inga underarter finns listade i Catalogue of Life.